# Sorokina (obwód kurski)
Sorokina (ros. Сорокина) – wieś (ros. деревня, trb. dieriewnia) w zachodniej Rosji, w sielsowiecie bolszedołżenkowskim rejonu oktiabrskiego w obwodzie kurskim.

## Geografia
Miejscowość położona jest nad Łomną (prawy dopływ Sejmu), 5,5 km od centrum administracyjnego sielsowietu (Bolszoje Dołżenkowo), 12 km na północny zachód od centrum administracyjnego rejonu (Priamicyno), 26 km na zachód od Kurska, 21 km od drogi magistralnej (federalnego znaczenia) M2 «Krym».
We wsi znajdują się 64 posesje.
Klimat
Miejscowość, jak i cały rejon, znajduje się w strefie klimatu kontynentalnego z łagodnym ciepłym latem i równomiernie rozłożonymi opadami rocznymi (Dfb w klasyfikacji klimatów Köppena).

## Demografia
W 2010 r. wieś zamieszkiwały 33 osoby.